# COVID-19-Pandemie in der Türkei
Die COVID-19-Pandemie in der Türkei seit März 2020 ist ein Teilgeschehen der weltweiten COVID-19-Pandemie. Ursache ist das Ende 2019 neu aufgetretene SARS-CoV-2-Virus aus der Familie der Coronaviren. Die Pandemie hat sich seit Dezember 2019 von der chinesischen Metropole Wuhan ausgehend ausgebreitet. Seit dem 11. März 2020 stuft die Weltgesundheitsorganisation (WHO) das Ausbruchsgeschehen als Pandemie ein.
Während der ersten Welle im April 2020 wurden täglich bis zu 5.138 Neuinfektionen (11. April) registriert und während der zweiten Welle im November und Dezember 2020 bis zu 26.997 (15. Dezember). Im März 2021 begann eine dritte Welle, verursacht durch die ansteckendere Alpha-Variante. Vom 7. bis zum 22. April 2021 wurden an 15 Tagen jeweils über 50.000 Neuinfektionen registriert; dann ebbte die Welle ab. Im Juli 2021 begann die vierte Welle, verursacht durch die noch ansteckendere Delta-Variante (4. Juli: 4537 Neuinfektionen – 29. Juli: 22.291 Neuinfektionen: in 25 Tagen verfünffacht).
Die deutsche Bundesregierung warnt seit August 2021 vor nicht notwendigen, touristischen Reisen in die Türkei. Für die Einreise nach Deutschland gelten besondere Einreisebestimmungen.  
Am 6. Januar 2022 meldete die Türkei 68.400 Neuinfektionen an einem Tag – eine Verdopplung innerhalb von wenigen Tagen. Als wahrscheinliche Ursache gilt die hochansteckende Omikron-Variante.

## Verlauf

### 2020
Der erste Infektionsfall in der Türkei wurde am 11. März 2020 berichtet und der erste Todesfall am 17. März 2020. Am 23. März 2020 berichtete Fahrettin Koca, Gesundheitsminister der Türkei, dass sich das Virus in der gesamten Türkei verbreitet hat.
Am 26. März 2020 wurden 3629 Infektionen und 75 Covid-Tote bestätigt.
Am 31. März 2020 lehnte Staatspräsident Erdoğan eine allgemeine Ausgangssperre noch ab. Ekrem İmamoğlu, Bürgermeister von Istanbul, erklärte hingegen: „Istanbul ist einer der am dichtesten besiedelten Orte der Welt. Die Verbreitungsgeschwindigkeit ist sehr schnell. Daher sollte ein Ausgangsverbot beschlossen werden. Wenn wir jetzt nicht mutig sind, kann es morgen schon zu spät sein.“
Am 2. April 2020 gab der türkische Gesundheitsminister Koca 18.135 positiv getestete Menschen bekannt; 356 seien gestorben. Zu den Erkrankten zählten unter anderem Fatih Terim und Rüştü Reçber. Am 4. April 2020 wurde eine Ausgangssperre für alle unter 20-Jährigen verhängt. Eine Ausgangssperre für Personen über 65 sowie für chronisch Kranke trat bereits in Kraft.
Die folgenden Daten skizzieren die damals kurzen Verdopplungszeiten: 30. März 10.497, 3. April 20.012, 9. April 42.282, 23. April 80.808, 28. Mai 160.979. Die relativ geringe Zahl der COVID-Toten in Relation zur Gesamtzahl der Infizierten ist der relativ jungen Bevölkerung zugeschrieben worden.
Am 10. April 2020 verhängte die Regierung eine von Karsamstag bis Ende Ostermontag andauernde Ausgangssperre in 31 türkischen Städten.
Bis zum 15. April 2020 wurden 477.716 COVID-19-Tests durchgeführt. Ab dann sank die Zahl der täglichen Neuinfektionen.
Am 4. September 2020 gab es laut offiziellen Angaben 20.883 aktive Fälle, 249.108 Genesene und 6564 COVID-Tote (insgesamt 276.555).
Am 30. September 2020 meldete Gesundheitsminister Fahrettin Koca 318.000 Infektionen seit Beginn der Pandemie, 8195 COVID-Tote und 1391 neu Erkrankte. Dabei räumte er ein, dass in der Türkei seit dem 29. Juli 2020 nur die Zahl von Corona-Erkrankten mit Symptomen gemeldet worden war; die übrigen waren verschwiegen worden, obwohl auch sie zum Infektionsgeschehen beitrugen.
Am 11. Oktober kündigte Koca an, die Türkei werde ab dem 15. Oktober auch symptomlose Fälle erfassen und an die Weltgesundheitsorganisation melden.
Ende November bis Mitte Dezember wurden täglich mehr als 30.000 Neuinfektionen registriert.

### 2021
Dann sank die Zahl stark (Mitte Januar 2021 waren es etwa 10.000). Anfang März hob die Türkei einen Teil der Corona-Beschränkungen auf. Dann stiegen die Fallzahlen massiv (am Ostermontag (5. April) den vierten Tag in Folge über 40.000 – siehe unten), was der ansteckenderen Alpha-Variante zugeschrieben wird. In einigen Regionen wurden wieder Ausgangssperren am Wochenende und andere Maßnahmen eingeführt. Restaurants und Cafés sollten aber erst zu Beginn des Fastenmonats Ramadan Mitte April wieder geschlossen werden.
Staatspräsident Erdogan verkündete Ende April 2021 (bei 60.000 registrierten Neuinfektionen pro Tag) einen neuen Corona-Lockdown bis zum 17. Mai. Am 12. Mai meldete die Regierung einen Rückgang auf unter 15.000 pro Tag – dieser Rückgang wäre weit stärker als in jedem anderen Land der Welt. Mitte April meldeten die Behörden fast 320.000 Corona-Tests pro Tag – um den 11. Mai waren es weniger als 215.000. Die Türkei steckt in einer schweren Wirtschaftskrise, braucht dringend Devisen (siehe auch Türkische Lira#Inflation und Währungsverfall) und hofft auf viele ausländische Touristen in der Reisesaison 2021.
Anfang Juli hob die türkische Regierung viele Corona-Regeln auf: Nächtliche Ausgangssperren entfielen, Restaurants und Bars öffneten, Feste mit vielen Gästen waren wieder erlaubt.
Am 13. Juli wurden 5.404 Neuinfektionen registriert, jeweils eine Woche später 7.667, 16.809 und 22.898 (3. August). Die Bundesregierung hat die Türkei mit Wirkung zum 17. August zum Hochrisikogebiet erklärt.

## Statistik
Die Fallzahlen laut Daten der Weltgesundheitsorganisation (WHO):

### Infektionen

Bestätigte Infizierte nach Daten der WHO. Oben kumuliert, unten Tageswerte

### Todesfälle

Bestätigte Todesfälle nach Daten der WHO. Oben kumuliert, unten Tageswerte

## Wirtschaft der Türkei im Zuge der Pandemie
Das Bruttoinlandsprodukt der Türkei schrumpfte im zweiten Quartal des Jahres 2020 um 9,9 Prozent gegenüber dem Vorjahresquartal. Nach Angaben des türkischen Statistikamts lag die Wirtschaftsleistung im zweiten Quartal 2020 elf Prozent unter dem Niveau des ersten Quartals 2020.
Im Tourismus brachen die Besucherzahlen aus dem Ausland in der Türkei im ersten Halbjahr 2020 um 75 Prozent auf 4,51 Millionen ein. Im August waren 25 % aller Türken unter 25 Jahren arbeitslos.

## Maßnahmen in der Türkei
Über Ostern 2020 wurde in vielen türkischen Städten zweitägige Ausgangssperren angeordnet. Eine Woche später wurde eine viertägige Ausgangssperre für die gesamte Türkei ausgesprochen.

### Kontroversen
Das Innenministerium leitete im April Ermittlungen gegen die Bürgermeister von Ankara und Istanbul, Mansur Yavas und Ekrem Imamoglu, beide Mitglieder der Oppositionspartei CHP ein, da sie zu einer Spendenaktion für bedürftige Bürger in der Corona-Krise aufgerufen hatten. Mehrere hundert Menschen wurden wegen angeblich provokanter bzw. irreführender Beiträge in sozialen Medien mit Bezug zur Coronapandemie festgenommen.
Im April billigte das türkische Parlament einen Gesetzentwurf zur Freilassung von etwa 90.000 Strafgefangenen aufgrund der Coronavirus-Pandemie. Während für einen Teil der Freigelassenen ihre restliche Haftstrafe ganz oder teilweise aufgehoben wird, soll für andere Freigelassene ein Hausarrest gelten. Menschenrechtsgruppen kritisierten die Gesetz gewordene Maßnahme, weil es politische Gefangene wie bspw. Journalisten und Oppositionspolitiker nicht mit einschließt, dafür aber Sexualstraftäter und Mafiosi freikämen.
Türkische Ärzte und deren Berufsorganisationen haben darauf hingewiesen, dass durch die Modalitäten des Meldesystems des Gesundheitsministeriums die tatsächliche Zahl der Infizierten und Verstorbenen deutlich höher ist als die der gemeldeten Fälle. Das System entspreche nicht internationalen Standards und Ärzte und Berufsorganisationen, die eigene Zahlen auf Basis ihrer klinischen Tätigkeit veröffentlichen, würden strafverfolgt. Ebenso kritisierten die Spitzen der türkischen Fachgesellschaft für Thoraxerkrankungen die Regelung der türkischen Regierung, Studien zu COVID-19 nur mit Genehmigung des Gesundheitsministeriums zuzulassen. In einem offenen Brief an die Fachzeitschrift The Lancet beschrieben sie das Vorgehen als einen bisher nie dagewesenen Eingriff in die Wissenschaftsfreiheit der türkischen Republik.

### Impfkampagne
Laut Angaben des Gesundheitsministeriums hatten am 14. August 43.759.220 Menschen (= 70,41 % aller Erwachsenen) mindestens eine Impfdosis bekommen; 32.503.304 von ihnen (52,21 %) waren vollständig gegen COVID geimpft.

## Hilfe der Türkei für andere Länder

Länder, die medizinische Versorgung oder Hilfe aus der Türkei erhalten haben

Im März und April 2020 leistete die Türkei 34 Ländern medizinische Hilfe bei der Bekämpfung des Coronavirus. Sie schickte Masken, Overalls, Testkits und Desinfektionsgele.

## Flüchtlingslager während der Corona-Pandemie
Im Zuge des syrischen Bürgerkriegs ließ die türkische Regierung im Februar und März 2020 nach dem Bruch des EU-Türkei-Abkommens die Grenzen für Flüchtlinge nach Griechenland öffnen. Daraufhin schloss Griechenland seine Landgrenzen zur Türkei, sodass die gestrandeten Flüchtlinge nahe der Grenze, noch auf türkischem Territorium, ein Zeltlager errichteten. Nach dem Ausbruch der COVID-19-Pandemie im März 2020 wurde bei der Stadt Malatya ein aus Containern bestehendes Flüchtlingslager errichtet, in dem vor allem jene Flüchtlinge untergebracht wurden, die zuvor an der türkisch-griechischen Grenze in Zelten ausharrten.